# Arctic Race of Norway 2015
L'Arctic Race of Norway 2015, 3a edició de l'Arctic Race of Norway, es disputà entre el 13 i el 16 d'agost de 2015 sobre un recorregut de 724 km repartits quatre etapes. L'inici de la cursa va tenir lloc a Harstad, mentre el final fou a Narvik. La cursa formava part del calendari de l'UCI Europa Tour 2015, amb una categoria 2.HC.
El vencedor final fou l'estonià Rein Taaramäe (Astana Qazaqstan Team), gràcies a arribar escapat en la darrera etapa, guanyada pel suís Silvan Dillier (BMC Racing Team) i que li va valer la segona posició final a la cursa i la victòria en la classificació dels joves. El rus Ilnur Zakarin (Team Katusha) els acompanyà al podi. El noruec Alexander Kristoff (Team Katusha) guanyà la classificació dels punts, August Jensen (Coop-Øster Hus) la muntanya i el BMC Racing Team la classificació per equips.

## Equips
L'organització convidà a prendre part en la cursa a set equips World Tour, nou equips continentals professionals i sis equips continentals:
- equips World Tour: Astana Qazaqstan Team, BMC Racing Team, IAM Cycling, Team Katusha, Lampre-Merida, Team Giant-Alpecin, Team Tinkoff-Saxo
- equips continentals professionals: Bora-Argon 18, Bretagne-Séché Environnement, Cofidis, Cult Energy, Team Europcar, MTN Qhubeka, Novo Nordisk, Topsport Vlaanderen-Baloise, UnitedHealthcare
- equips continentals: Coop-Øster Hus, FixIT.no, Frøy Bianchi, Joker, Ringeriks-Kraft, Sparebanken Sør

## Etapes
| Etapa | Data       | Recorregut            |                   | Km  | Vencedor d'etapa         | Líder de la general      | Ref.  |
| ----- | ---------- | --------------------- | ----------------- | --- | ------------------------ | ------------------------ | ----- |
| 1a    | 13 d'agost | Harstad - Harstad     | Etapa plana       | 210 | Alexander Kristoff (NOR) | Alexander Kristoff (NOR) | [ 1 ] |
| 2a    | 14 d'agost | Evenskjer - Setermoen | Etapa accidentada | 155 | Sam Bennett (IRL)        | Alexander Kristoff (NOR) | [ 2 ] |
| 3a    | 15 d'agost | Senja - Målselv       | Etapa accidentada | 175 | Ben Hermans (BEL)        | Ben Hermans (BEL)        | [ 3 ] |
| 4a    | 16 d'agost | Narvik - Narvik       | Etapa accidentada | 160 | Silvan Dillier (SUI)     | Rein Taaramäe (EST)      | [ 4 ] |

## Classificació final
|    | Ciclista                   | Equip                 | Temps       |
| -- | -------------------------- | --------------------- | ----------- |
| 1  | Rein Taaramäe (EST)        | Astana Qazaqstan Team | 16h 42' 02" |
| 2  | Silvan Dillier (SUI)       | BMC Racing Team       | + 08"       |
| 3  | Ilnur Zakarin (RUS)        | Team Katusha          | + 31"       |
| 4  | Edvald Boasson Hagen (NOR) | MTN Qhubeka           | + 1' 02"    |
| 5  | Mathias Frank (SUI)        | IAM Cycling           | + 1' 04"    |
| 6  | Odd Christian Eiking (NOR) | Joker                 | + 1' 17"    |
| 7  | Rasmus Guldhammer (DEN)    | Cult Energy           | + 1' 19"    |
| 8  | Anthony Turgis (FRA)       | Cofidis               | + 1' 31"    |
| 9  | Ben Hermans (BEL)          | BMC Racing Team       | + 1' 33"    |
| 10 | Marcel Wyss (SUI)          | IAM Cycling           | + 1' 33"    |

## Evolució de les classificacions
| Etapa | Vencedor           | Classificació general | Classificació per punts | Classificació de la muntanya | Classificació dels joves | Classificació per equips |
| ----- | ------------------ | --------------------- | ----------------------- | ---------------------------- | ------------------------ | ------------------------ |
| 1     | Alexander Kristoff | Alexander Kristoff    | Alexander Kristoff      | Vegard Stake Laengen         | Sam Bennett              | Cult Energy              |
| 2     | Sam Bennett        | Alexander Kristoff    | Alexander Kristoff      | August Jensen                | Sam Bennett              | Cult Energy              |
| 3     | Ben Hermans        | Ben Hermans           | Alexander Kristoff      | Haavard Blikra               | Silvan Dillier           | BMC Racing Team          |
| 4     | Silvan Dillier     | Rein Taaramäe         | Alexander Kristoff      | August Jensen                | Silvan Dillier           | BMC Racing Team          |
| Final | Final              | Rein Taaramäe         | Alexander Kristoff      | August Jensen                | Silvan Dillier           | BMC Racing Team          |